# 1920-ті у кіно

## Фільми

### 1920
- Останній з могікан
- Дракула (спірно, існування не підтверджено)

### 1921
- Чотири вершники Апокаліпсису — американський фільм Рекса Інгрема з Рудольфо Валентино в головній ролі. Фільм обійшовся в шістсот сорок тисяч доларів, а приніс чотири з половиною мільйони — рекордна цифра в німому кіно.[1]
- Убивство Генерала Грязнова

### 1922
- Нанук з Півночі
- Вершник без голови

### 1923
- Жінка з Парижа

## Персоналії
Див.:
- 1920 в кіно — Персоналії
- 1921 в кіно — Персоналії
- 1922 в кіно — Персоналії
- 1923 в кіно — Персоналії
- 1924 в кіно — Персоналії
- 1925 в кіно — Персоналії
- 1926 в кіно — Персоналії
- 1927 в кіно — Персоналії
- 1928 в кіно — Персоналії
- 1929 в кіно — Персоналії